# Новоивановка (Васильковский район)
Новоивановка (укр. Новоіванівка) — село,
Письменский поселковый совет,
Васильковский район,
Днепропетровская область,
Украина.
Код КОАТУУ — 1220755409. Население по переписи 2001 года составляло 148 человек.

## Географическое положение
Село Новоивановка находится на левом берегу реки Соломчина,
выше по течению на расстоянии в 2 км расположено село Рубановское,
ниже по течению на расстоянии в 1 км расположено село Новопетровское.
По селу протекает пересыхающий ручей с запрудой.